# Herzogiella perrobusta
Herzogiella perrobusta är en bladmossart som beskrevs av Iwatsuki 1970. Herzogiella perrobusta ingår i släktet spretmossor, och familjen Hypnaceae. Inga underarter finns listade i Catalogue of Life.